# Countdown (piosenka Beyoncé)
Countdown – piosenka amerykańskiej wokalistki Beyoncé, pochodząca z jej czwartego albumu studyjnego, 4. Utwór został napisany przez Teriusa Nasha, Shea Taylora, Knowles, Ester Dean, Cainon Lamb, Julie Frost, Michaela Bivinsa, Nathana Morrisa oraz Wanya Morrisa. Genezę „Countdown” stanowiła postawa Knowles, która chciała stworzyć piosenkę łączącą style muzyczne lat 90. z klimatami lat 70. 4 października utwór zadebiutował w amerykańskich stacjach radiowych w roli trzeciego singla z 4.
Krytycy sklasyfikowali „Countdown” jako ścieżkę wielogatunkową, chwaląc jednocześnie wykorzystane w niej sample utworu „Uhh Ahh” grupy Boyz II Men. „Countdown” porównana została przez nich do wcześniejszych singli Knowles z płyt Dangerously in Love (2003) i B’Day (2006); z kolei elementy muzyki funkowej oraz dancehallu przywołały podobieństwo „Countdown” do innej piosenki Beyoncé, „Get Me Bodied” (2007). „Countdown” wyróżnia się marszowym rytmem, a także charakterystyczną dla Afrobeatu obecnością instrumentów dętych blaszanych. Za pośrednictwem piosenki, Knowles wyraża swoją lojalność wobec partnera, a także wymienia powody, dla których on powinien czuć się szczęśliwy, że ma ją przy sobie. Część recenzentów uznała, że „Countdown” może być „perełką” w dotychczasowej karierze Beyoncé, a zarazem najbardziej eksperymentalnym utworem, jaki kiedykolwiek nagrała.
Wideoklip do „Countdown” został wyreżyserowany przez Adrię Petty i ukazuje Beyoncé w kolejnych miesiącach ciąży, nawiązującą do sztuki, mody i stylów tańca z przeszłości. Krytycy entuzjastycznie ocenili fakt, że Knowles samodzielnie wykonywała schematy taneczne, mimo że spodziewała się wówczas dziecka. Pochwały zebrał również sposób, w jaki Knowles przedstawiła klasyczne elementy historii popkultury. Teledysk wywołał jednak pewne kontrowersje, gdy okazało się, że część ruchów tanecznych zaczerpnięta została z twórczości belgijskiej choreografki Anny Teresy De Keersmaeker.

## Tło

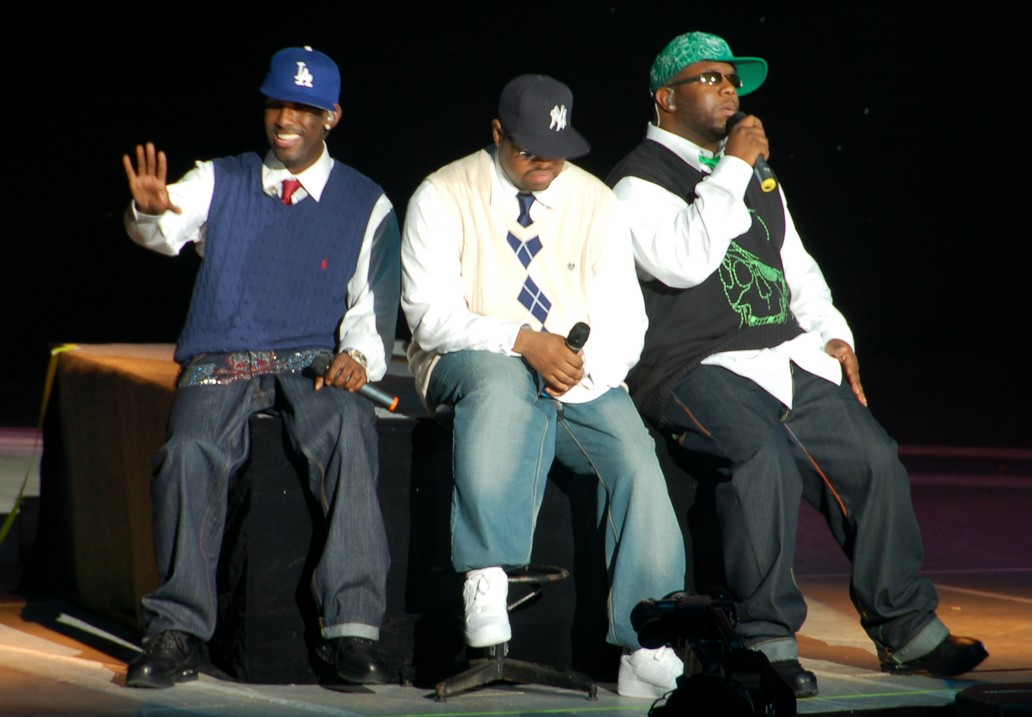
„Countdown” sampluje utwór „Uhh Ahh” grupy Boyz II Men (na zdjęciu)

„Countdown” został napisany przez Teriusa Nasha, Shea Taylora, Beyoncé, Ester Dean, Cainon Lamb, Julie Frost, Michaela Bivinsa, Nathana Morrisa oraz Wanya Morrisa. Za jego produkcję odpowiadali natomiast Knowles, Taylor i Lamb. Michael Bivins, Nathan Morris i Wanya Morris są wymieniani w roli współautorów „Countdown”, jako że utwór ten sampluje singel Boyz II Men z 1991 roku, „Uhh Ahh”. Podczas zamkniętego przyjęcia, które 12 maja 2011 roku odbyło się w nowojorskich biurach Sony, wybrana grupa fanów wokalistki miała okazję przedpremierowo usłyszeć kilka piosenek z nowego albumu Knowles. „Countdown” był czwartym z pięciu ujawnionych przy tej okazji utworów. Podczas jego odtwarzania, Beyoncé powiedziała: „[Jay-Z] polubił tę piosenkę. Myślę, że nie analizował jej jakoś szczególnie wnikliwie, ale po prostu pomyślał, co mógłby z nią zrobić jako raper.”
7 czerwca 2011 roku dwa utwory z 4: „Party” i „Countdown”, wyciekły przedpremierowo do Internetu. Niedługo po tym do sieci trafił cały album – na trzy tygodnie przed planowaną na 28 czerwca oficjalną datą wydania. Począwszy od 16, do 27 czerwca 2011 roku każdego dnia na stronie internetowej Beyoncé publikowana była nowa piosenka z 4. 24 czerwca „Countdown” stał się 9. utworem, który został w ramach tej akcji zamieszczony w Internecie. Knowles opisała wówczas „Countdown” jako coś „naprawdę eksperymentalnego”. Tłumacząc ideę „Countdown”, a także okoliczności samplowania „Uhh Ahh”, Beyoncé powiedziała:

„Chciałam nagrać coś świeżego i innego, dlatego połączyłam gatunki, czerpiąc jednocześnie inspirację z trasy koncertowej, moich podróży, obserwacji występów zespołów rockowych, a także wizyt na festiwalach muzycznych... Byłam niczym szalony naukowiec, stawiając obok siebie zupełnie odmienne piosenki. Boyz II Men jako pierwsi zdecydowali się zabrać Destiny’s Child w swoją trasę. Pokazali nam, w jaki sposób należy traktować supportujących artystów i nigdy im tego nie zapomnę. To było 15 lat temu! Wow, 15 lat! Jestem już stara.”

W jednym z wywiadów Cainon Lamb opowiedział o tym, jak rozpoczął pracę nad samplem utworu Boyz II Men, i skąd dowiedziała się o jej rezultatach Knowles. Lamb przyznał, że pomysł na „Countdown” zrodził się w jego głowie w noc poprzedzającą rozdanie nagród BET Awards w 2010 roku. Był wtedy w studio nagraniowym, słuchając piosenki „Uhh Ahh” Boyz II Men: „Zaczynała się odliczaniem 10, 9, 8, 7, 6, 5, 4, 3, 2, 1. W tamtej chwili pomyślałem 'Wow, to może być coś. Odliczanie samo w sobie’.” Gdy odliczanie z „Uhh Ahh” znalazło się w jego komputerze, Lamb zwiększył oryginalne tempo, dodał odgłosy werbla, a także „podkręcił beaty”. Po zakończeniu tych prac wysłał zarejestrowany materiał EMI Music. Przedstawiciel wytwórni przyznał, że jego kompozycja wywarła na nim duże wrażenie, przekazując dodatkowo Lambowi wiadomość: „Dziś rano odbyłem spotkanie z Beyoncé, podczas którego odtworzyłem jej kilka piosenek, jednak żadna z nich nie wpadła jej w ucho. Szkoda, że nie widziałeś jej reakcji, gdy usłyszała to, co mi przesłałeś. Pokochała te beaty!” Na prośbę EMI Music, Lamb przygotował „kobiecą wersję odliczania”. Terius Nash napisał tekst, a dwa dni później Knowles wkroczyła do studia i nagrała cały utwór.
W rozmowie z MTV News członkowie Boyz II Men przyznali, że byli zaskoczeni, iż Knowles zdecydowała się wykorzystać ich piosenkę w „Countdown”, mimo że znali Beyoncé osobiście od wielu lat. Wanya Morris uznał, że było to „sprytne” posunięcie i dodał: „Myślę, że [Boyz II Men] mogą w końcu powiedzieć, że nagrali swój duet z Beyoncé.” Nathan Morris udzielił dłuższej wypowiedzi, skupiając się na karierze Destiny’s Child:

„Nie spodziewaliśmy się tego, ale muszę przyznać, że istnieją między nami pewne relacje. Wielu ludzi nie ma pojęcia, że jeszcze jako Destiny’s Child, kiedy dziewczyny wyruszyły z nami w trasę koncertową, naprawdę się przed nami otworzyły. Staraliśmy się nimi opiekować i pilnować, by wszystko było w porządku. Już wtedy były niesamowite. Nawet tak dawno temu wszyscy wiedzieliśmy, że Beyoncé wyróżnia się na ich tle. Każdy z nas widział, że robiąc swoje osiągnie wiele.”

22 września 2011 roku Columbia Records opublikowała okładkę singla „Countdown” na oficjalnej stronie internetowej radia KZII-FM, znanego powszechnie jako 102.5 Kiss FM. Zdobią ją zdjęcia, które znajdują się również w książeczce albumowej 4, i których autorką jest niemiecka fotografka Ellen von Unwerth. Wydany jako trzeci singel promujący 4, „Countdown” zadebiutował w amerykańskich stacjach radiowych 4 października 2011 roku.

## Przyjęcie

### Oceny
„Countdown” został pozytywnie przyjęty przez krytyków muzycznych, którzy dostrzegali w nim podobieństwo do wcześniejszej twórczości Knowles z albumów Dangerously in Love (2003) i B’Day (2006). Recenzenci podkreślali jednak większą dojrzałość wokalistki w tym utworze, aniżeli w jej wcześniejszych singlach. Adam Markovitz z Entertainment Weekly napisał: „Nic dziwnego, że Beyoncé prezentuje to, co najlepsze, ponieważ najlepiej brzmi będąc po prostu sobą.” Odnosząc się do umiejscowienia „Countdown” na liście utworów z 4, Thomas Conner z Chicago Sun-Times uznał, że właśnie dzięki „Countdown” „4 rozpoczyna się niemalże pod koniec [materiału na płycie]”. John Mitchell z MTV określił „Countdown” mianem najlepszej piosenki z 4, stwierdzając, że „nie sposób jej się oprzeć”. Podobną opinię wyraziła Jocelyn Vena z MTV News, uznając „Countdown” za „najbardziej zaskakujący utwór z płyty”, porównując go ponadto do innej ścieżki Knowles, „Check on It” z 2005 roku. Lewis Corner ze strony internetowej Digital Spy przyznał piosence cztery na pięć możliwych gwiazdek, pisząc: „zdolność łączenia popu z najwyższej półki z prostotą jest jednym z jej [Knowles] wielu, wielu talentów”. Ricky Schweitzer z One Thirty BPM również wyraził entuzjazm w stosunku do „Countdown”, pisząc:

„Tak wiele dyskusji o tempie i oczekiwaniach wobec tego albumu nie może przyćmić największego triumfu, jaki reprezentuje 4: postępu. [...] Nastrój najpierw rozpala 'Love on Top', przygotowując nas na następującą później ‘Countdown’ – niewątpliwie najbardziej eksperymentalną piosenkę, jaką kiedykolwiek nagrała Beyoncé. Od samego początku, z każdym kolejnym wersem, mamy do czynienia z progresem, upiększonym wokalem, który w tak zuchwałej kompozycji brzmi wyjątkowo pewnie i umiejętnie. Beyoncé otwiera nowe horyzonty.”

Matthew Perpetua z magazynu Rolling Stone pozytywnie zrecenzował „Countdown”, opisując ją jako „jedną z tych optymistycznych melodii, które były bardzo potrzebne w połowie albumu 4”, a także określając piosenkę mianem „radosnej i pomysłowej, utrzymanej w klimacie 'Get Me Bodied'”. Eric Henderson z internetowej publikacji Slant Magazine opisał „Countdown” jako „hiperwentylujący numer”, który brzmi jak „parodia bojowych hitów Beyoncé z końcowego okresu działalności Destiny’s Child”. Ben Cardew z Music Week docenił kompozycję „Countdown”, a także eksperymenty muzyczne, na jakie pozwoliła sobie Knowles; uznał on „Countdown” za „najdziwniejszy utwór na płycie i zapewne w całej karierze Knowles”. Cardew wyróżnił utwór jako „nową stronę w książce Knowles”, dodając: „prawdę mówiąc, cieszę się, że mogłem tego posłuchać”. Rich Juzwiak z The Village Voice napisał, że dzięki samplom „Uhh Ahh”, „Countdown” stał się „jednym z najważniejszych, jeśli nie najważniejszym punktem w dotychczasowej twórczości Beyoncé”. Gavin Martin z Daily Mirror uznał „Countdown” za „kandydata do tytułu najlepszego utworu z płyty”, opisując samą piosenkę jako „żywą, zabawną i pełną pomysłów”. Erika Ramirez z magazynu Billboard skomentowała: „'Countdown’ ma potencjał, by wywołać biliony tanecznych szaleństw na YouTube. Panie, szykujcie na tę okazję swoje szpilki!” Porównując piosenkę do „Single Ladies (Put a Ring on It)”, Luke Larsen z magazynu Paste napisał, że „Countdown” jest „kolejnym przykładem niesamowitej zdolności Knowles do tworzenia utworów, które są niezwykle chwytliwe, ale jednocześnie zdecydowanie nie kwalifikują się do grona mainstreamowych, popowych singli”.
Joey Guerra z The Houston Chronicle pochwalił „Countdown” za „szalone klubowe beaty”, dodając, że piosenka „aż prosi się o rozszerzoną wersję”. Ryan Dombal z Pitchfork Media napisał, że „wszystkie najlepsze momenty albumu, tematycznie i dźwiękowo, pozostają w tyle za odą wobec Jaya-Z, „Countdown”, czyli kontynuacją takich hitów, jak „Crazy in Love”. James Reed z The Boston Globe widział „Countdown” w roli typowo radiowego utworu, który ma możliwość „stać się jednym z największych hitów z 4”. Joanne Dorken z MTV UK napisała, że „Countdown” jest „oryginalny i skazany na bycie wielkim hitem w klubach całego świata”; Dorken odnotowała ponadto, iż „Countdown” stanowi „odświeżającą przerwę od wolniejszej części 4”. Embling ze strony internetowej Tiny Mix Tapes uznał, że na 4 nie znalazło się nic równie „dzikiego”, jak „Ring the Alarm” z B’Day, jednak „Countdown” „był najbliżej tego celu ze względu na świetne sample i najbardziej żywiołowy wokal z całego albumu”. Recenzję zakończył słowami, że „Countdown” „brzmi niczym dzieło artysty, który wkłada dużo wysiłku w to, aby wyprodukować klasyk pokroju My Beautiful Dark Twisted Fantasy (2010) Kanye Westa”. Michael Cragg z The Observer pochwalił fakt, że 4 zakończył się „wzlotem w postaci niesamowitego «CountDown»”. Steve Jones z USA Today także docenił „Countdown”, nazywając go jednym z „elementów czystej zabawy” na 4.

### Wyróżnienia
Charles Aaron z magazynu Spin umieścił „Countdown” na 2. miejscu listy najlepszych utworów 2011 roku, określając go mianem „arcydzieła”, zaś wokal i styl Knowles porównał do Michaela Jacksona. Rolling Stone wyróżnił „Countdown” jako 8. najlepszy singel 2011 roku, opisując go jako „triumfalny utwór miłosny”.
Redaktorzy Consequence of Sound uznali „Countdown” za 4. najlepszą piosenkę roku 2011, stwierdzając: „Na tym etapie swojej wyjątkowej kariery, Beyoncé wykroczyła poza tradycyjną definicję diwy popu. Queen B zbudowała imperium miłosnych utworów i hołdów wobec jej mężczyzn(y), jednak żaden z nich nie brzmi tak gładko i przemyślanie jak ['Countdown']. [...] Nazywajcie ją jak chcecie, ale ta ścieżka to błyszczący klejnot we wspaniałym katalogu Beyoncé.” Krytycy muzyczni dziennika The Guardian, Michael Cragg, Caspar Llewellyn Smith i Sian Rowe, umieścili „Countdown” na kolejno: 1., 4. i 5. pozycjach tworzonych przez siebie zestawień najlepszych utworów 2011 roku. Z kolei Pitchfork Media wyróżnił go jako 7. najlepszą piosenkę roku, określając go mianem „wirtuozerii zarówno ze strony samej artystki, jak i producentów”.

## Wideoklip

### Tło
2 sierpnia 2011 roku magazyn Complex poinformował, że wideoklip do „Countdown” znajduje się w fazie produkcji, a za jego reżyserię odpowiada Adria Petty, która w przeszłości nakręciła inny teledysk Knowles, do utworu „Sweet Dreams” (2009). Później ujawniono również, że współreżyserką wideoklipu do „Countdown” była sama Beyoncé. 3 października 2011 roku na stronie internetowej MTV.com opublikowany został 38-sekundowy zwiastun nowego teledysku Knowles. Jocelyn Vena z MTV News podsumowała, że wokalistka została ukazana „frywolnie żartując z kamerą, by następnie pojawić się w wizerunku, który składa hołd Michaelowi Jacksonowi i Audrey Hepburn za pośrednictwem krótkiej czarnej grzywki, czarnego golfu i wyeksponowanych białych skarpetek. Beyoncé stoi na tle ściany w czarno-białe pasy, poruszając ramionami niczym zegar.” Vena kontynuowała: „Wraz z końcem zwiastuna, Knowles pokazuje swój ciążowy brzuszek, po czym pojawia się w czterech różnych trykotach, z czarno-białym kapeluszem na głowie.” The Sun porównał fryzurę Beyoncé z „Countdown” do uczesań, jakie nosili członkowie The Beatles. Pełna wersja wideoklipu miała premierę 6 października 2011 roku o godzinie 19:56 na antenie MTV oraz na stronie internetowej Knowles.
Omawiając współpracę z Knowles, Petty powiedziała: „Myślę, że jeśli w jakikolwiek sposób pracujesz z Beyoncé, możesz to spokojnie nazwać prawdziwą współpracą. Ona ma mnóstwo swojego wkładu we wszystko. [...] W tym wideoklipie znajduje się niezliczona liczba odniesień do popkultury przeszłości. Myślę, że bawiłyśmy się czerpiąc z ikon lat 60. i 80., do których [Beyoncé] mogła się odnieść, z którymi czuła więź.” Petty dodała również, że „podczas filmowania Knowles wkładała we wszystko mnóstwo energii i podejmowała kluczowe decyzje, co do ostatecznej wizji projektu”. Wideoklip kręcony był przez kilka miesięcy w różnych nowojorskich lokalizacjach. Według Johna Mitchella z MTV News: „Ten teledysk stanowi perfekcyjny miks klasyki i nowoczesności, do czego, wydaje mi się, dąży Beyoncé na tym etapie swojej kariery. Takie odczucia odzwierciedla klimat lat 90. wyczuwalny w instrumentacji jej albumu 4 – którego brakowało na jej wcześniejszych płytach, i którego nie posiadają inni artyści ze współczesnych list przebojów.” Koncentrując się na procesach filmowania i rozwojem prac na planie wideoklipu do „Countdown”, Petty przyznała:

„Podrzuciłam Beyoncé masę źródeł, z których razem wybrałyśmy kilka pomysłów. Wierzcie lub nie, ale większość z nich stanowiła odniesienia do nowoczesnych stylów tańca z Niemiec. Dopiero później wszystko się tak naprawdę rozwinęło. Nasze inspiracje zostały przedstawione ekipie kreatywnej Beyoncé (fryzjerom, makijażystom, stylistom), która na planie zinterpretowała te wszystkie źródła w swój własny, specjalny sposób. Oczywiście, jednym z najsilniejszych motywów modowych była Audrey Hepburn z Zabawnej buzi. Myślę, że wiele zaczerpnęliśmy właśnie z tego filmu. [...] Praca na planie była świetna. Mieliśmy tam wielu tancerzy i muzyków z najwyższej półki. Beyoncé ma własną, ciężko pracującą ekipę. Nasz teledysk był czwartym wideoklipem, który kręcili w ciągu zaledwie pięciu dni. Uwielbiam zespół ludzi pracujących z Beyoncé, bo potrafią poradzić sobie ze wszystkim i nie przestają się uśmiechać. Każdy z nas był naprawdę podekscytowany, bo wszyscy uwielbialiśmy tę piosenkę i cieszyliśmy się z możliwości pracy z Beyoncé.”

### Moda
Wideoklip do „Countdown” jest mocno inspirowany popkulturą lat 60.; odzwierciedla się to w wykorzystanych w nim ciuchach w stylu retro, w kolorach vintage. Do elementów wizerunku Knowles należy między innymi skośna grzywka, mocno podkreślone oczy i pokryte kolorem dyniowym paznokcie w kształcie migdałów. Według MTV Style, te detale towarzyszące tańcom Beyoncé nagranym w monochromatyczny sposób, przywołują moment legendarnej sekwencji Audrey Hepburn w Zabawnej buzi. Za makijaż wokalistki odpowiadała Francesca Tolot, która wytłumaczyła: „Inspirację dla jasno podkreślonych oczu stanowiły poczynania ruchu beatnik z przełomu lat 50. i 60. Pracowałam już z Beyoncé na planie Dreamgirls i wiedziałam, że wygląda niesamowicie z takim typem makijażu, dlatego uznałyśmy, że oczy w stylu migdałów będą doskonałe do tej stylizacji.” Podczas części z odliczaniem, Knowles ubrana jest od stóp do głów w czarno-biały strój, urozmaicony jedynie pomarańczowymi paznokciami. Podczas pierwszego ujęcia, w którym wokalistka pokazuje swój ciążowy brzuszek, ma na sobie czarno-białą suknię projektu Thierry’ego Muglera.
W kolejnych scenach Knowles ubrana jest w kolorowe trykoty z kolekcji Capezio, a także kapelusz w biało-czarne pasy zaprojektowany przez Patricię Field. Jej wizerunek dopełnia neonowy makijaż oczu. W trakcie następnych ujęć wokalistka ma na sobie luźne koszule American Apparel w kilku odcieniach, a także neonowe buty na wysokim obcasie i przewiązaną na głowie opaskę w postaci apaszki, również w wielu wariacjach kolorystycznych. Kolejna scena, stanowiąca hołd wobec filmu Flashdance, ukazuje Knowles w długich, czarnych włosach, opadającym na jedno ramię t-shircie Forever 21 i liliowym biustonoszu. W ujęciach stanowiących odniesienie do Dreamgirls, Beyoncé widziana jest w biżuteryjnie zdobionej sukience od Chan Luu i subtelnym makijażu. W finałowej scenie Knowles ubrana jest w kolejny biało-czarny, pasiasty strój American Apparel, złożony z krótkich szortów, bokserki, szelek, opaski oraz białych skarpetek.

### Fabuła i analiza
John Mitchell z MTV News napisał, że przez cały czas trwania wideoklipu Beyoncé „wciąż się uśmiecha, prawdopodobnie odzwierciedlając swoją radość z powodu początków nowego rozdziału jej życia”. Fakt, że w niektórych scenach teledysku brzuszek ciążowy Knowles jest widoczny, a w innych nie, wskazuje, że wokalistka mogła zarejestrować wideo dużo wcześniej, po czym kilka scen nagrać na nowo, by ukazać w „Countdown” swój aktualny stan. Wideoklip zawiera serię odniesień do słynnych motywów z okresów lat 60., 70. i 80.; Beyoncé przywołała w teledysku grono ikon ówczesnej popkultury.
Teledysk rozpoczyna się zbliżeniem na twarz Knowles, pokrytą makijażem podobnym do tego, z którego słynęła angielska modelka Twiggy. Następnie wideo ukazuje wokalistkę poruszającą ramionami niczym zegar, by później uchwycić kamerą jej ciążowy brzuch, eksponowany w czarno-białej sukni Thierry’ego Muglera. Wizerunek Beyoncé przypomina kreację Audrey Hepburn z filmu Zabawna buzia. W kolejnych scenach Knowles ubrana jest w neonowe trykoty i czarno-biały kapelusz, pozując na zmieniającym kolory tle; podobne zabiegi dotyczące tła często wykorzystywał w swoich sesjach zdjęciowych magazyn Vogue. Następnie Beyoncé widziana jest w pomieszczeniu podobnym do poczekalni, inspirowanej filmem Sława z 1980 roku. Sekwencja ta zawiera choreografię w wykonaniu wokalistki i jej pobocznych tancerzy, którzy charakterystycznie strzelają palcami, odnosząc się do słynnego musicalu West Side Story.
W kolejnej scenie Knowles gładzi swój ciążowy brzuszek, ukazując się w 10 odmiennych „wariacjach samej siebie”; MTV News uznała tę scenę za kluczową dla całego wideoklipu. Następnie Beyoncé składa hołd Bridget Bardot za pośrednictwem swojej stylizacji, czyli męskiej, luźnej koszuli i zawiązanej na włosach apaszki. Wokalistka odnosi się również do filmu ze swoim udziałem, Dreamgirls, a zarazem do postaci Diany Ross, podczas kilkusekundowej sceny, w której Knowles ma na sobie krótką, błyszczącą sukienkę i fryzurę w stylu tzw. boba. Wideoklip przeskakuje następnie z motywu Sławy do Flashdance, kiedy to Knowles ukazana zostaje w towarzystwie swoich tancerzy, w koszulce opadającej z ramion, stylizowanej na t-shirt noszony w filmie przez Jennifer Beals. Teledysk kończy się ujęciem uśmiechniętej twarzy Beyoncé.

### Przyjęcie
John Mitchell z MTV News pochwalił „seksowny wygląd oraz zdolności taneczne, jakie prezentowała Knowles mimo swojej ciąży”, nazywając wideoklip „ucztą dla oczu”, a także „perfekcyjną mieszanką klasyki z nowoczesnością, do czego Beyoncé wyraźnie dąży na tym etapie swojej kariery”. The Huffington Post określił teledysk mianem „charakterystycznie kinetycznego”. Chris Coplan ze strony internetowej Consequence of Sound napisał: „Koncepcja może być prosta, ale złożone sekwencje taneczne (a masz, Fredzie Astaire!) i podział akcji na ekranie czynią z [tego wideoklipu] energetyczny romans kinowy z mnóstwem nowoczesnych ruchów, którym towarzyszą pyskówki rodem z lat 60.”. Grady Smith z Entertainment Weekly wyróżnił, że neonowe barwy, które w teledysku do „Countdown” wykorzystała Knowles przywołują podobieństwo do stylu Nicki Minaj. Opisał on ponadto sam wideoklip jako: „typowy dla Beyoncé manifest taneczny, wzbogacony o szaloną inicjatywę, migające kolory i całą masę seksownych strojów”. Carrie Battan z Pitchfork Media nazwała wideoklip „przejrzystym i klasycznym, wypełnionym kolorami, stylizacjami na Audrey Hepburn i okazjonalnymi zbliżeniami na ciążowy brzuszek Knowles”. Contessa Gayles z The Boombox również przyrównała kolorowy makijaż Knowles do wizerunku, z którego słynie Minaj. Z kolei Lisa Potter z Marie Claire porównała Knowles do stylistyki Andy’ego Warhola. Blog internetowy Stereogum uznał, że „Countdown” „ma potencjał, by stać się najbardziej elektryzującym wideoklipem Beyoncé od czasu nieśmiertelnego klasyka 'Single Ladies (Put a Ring on It)'”. Podobną opinię wyraził Matt Donnelly z Los Angeles Times, opisując „Countdown” jako miniaturową wersję teledysku do „Single Ladies (Put a Ring on It)”.
Colleen Nika z magazynu Rolling Stone napisała: „tak oto jeden z najlepszych popowych singli ostatniego roku, niesie ze sobą jeden z najbardziej stylowych wideoklipów tego roku”, by później uznać teledysk do „Countdown” za „promienny i genialny”. Nika wyróżniła ponadto kontrast pomiędzy klipem do „Countdown” i stylem Lady Gagi, co, według niej, stanowiło kolejny „efekt pop-artu” na korzyść Knowles. Matthew Perpetua z tej samej publikacji napisał, że teledysk „ukazuje różnorodność niesamowitych stylizacji, które zdecydowanie mogą być naśladowane przez fanów wokalistki”. Następnie dodał: „Wideoklip jest niemal tak samo radosny i naładowany energią, jak piosenka sama w sobie. Światowej klasy kompozycję uzupełnia seria zapadających w pamięć, czarujących i seksownych obrazów, z którymi mamy do czynienia w teledysku.” Becky Bain z witryny internetowej Idolator zauważyła, że klip „kręcony był w różnych odstępach czasu, bo w niektórych ujęciach Beyoncé dumnie pokazuje swój ciążowy brzuszek, natomiast w innych widzimy jej płaski, roztańczony brzuch, do którego przywykliśmy.” Bain opisała ponadto sam wideoklip jako „ożywające pudełeczko kredek Crayola”. Ray Rahman z magazynu New York napisał, że Knowles „zapełniła krótki teledysk wszystkimi swoimi klasycznymi elementami popisowymi; świetnymi zdolnościami tanecznymi, udowadniając jednocześnie, że nawet jej palce potrafią niesamowicie tańczyć. Jednak przede wszystkim, co jest prawdopodobnie najważniejsze, mamy tu do czynienia z Babyoncé!” Kathleen Perricone z Daily News stwierdziła, że „dziecko Beyoncé nie przyszło jeszcze na świat, a już jest gwiazdą”, odnosząc się do ciążowego brzuszka, który w wideoklipie prezentowała wokalistka. CNN opisał stronę wizualną teledysku jako „mieszankę nowoczesności ze stylem retro, ukazaną w wyjątkowo jasnej palecie kolorystycznej”.
Według MTV News, wideoklip został dobrze przyjęty przez fanów wokalistki, którzy chwalili jego prostotę oraz ciążowy brzuszek Knowles. 29 października 2011 roku teledysk do „Countdown” zadebiutował na szczycie listy Yahoo! Video Chart. Pitchfork Media umieścił klip do „Countdown” na 5. miejscu własnego zestawienia najlepszych teledysków 2011 roku; z kolei Consequence of Sound wyróżnił go jako 2. najlepszy wideoklip tego samego roku. Załoga Consequence of Sound w uzasadnieniu tej decyzji napisała: „Zestawienie olśniewającego makijażu i świetnej choreografii, z zabawnymi wyrazami twarzy i tańcem, utrzymują balans pomiędzy idolką milionów – Sashą Fierce a Bey[oncé] – dziewczyną z sąsiedztwa. Udowadnia to odbiorcom, że mimo iż Beyoncé szybko wspina się na drabinie sławy do niemalże nieosiągalnej wysokości, wciąż pozostaje taka sama, jak wszystkie inne dziewczyny, które sekretnie widzą siebie w miejscu Audrey Hepburn w Zabawnej twarzy.”.
Magazyn internetowy Slant umieścił „Countdown” na 12. miejscu listy najlepszych wideoklipów 2011 roku.

### Kontrowersje

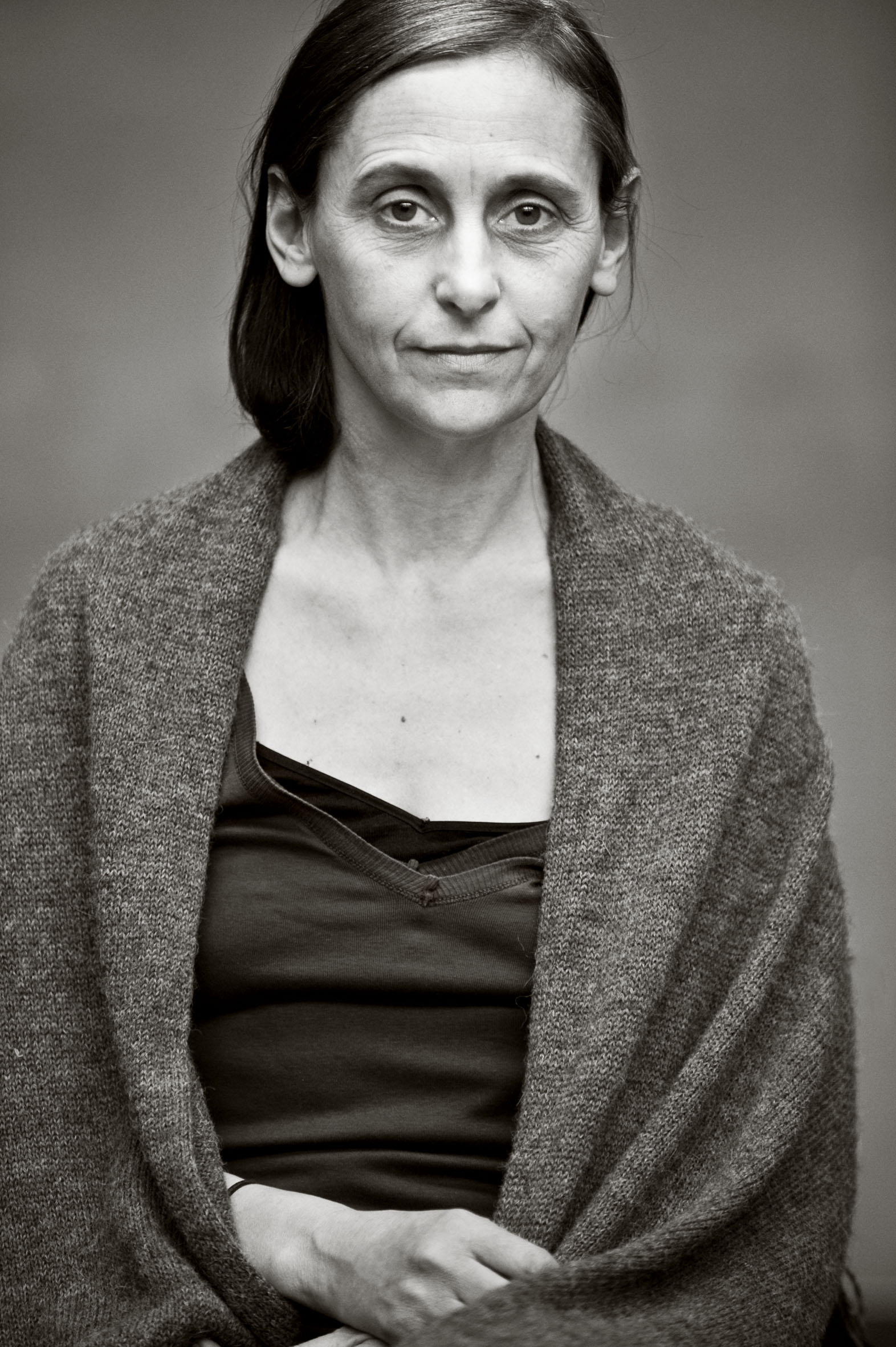
Anne Teresa De Keersmaeker (na zdjęciu), belgijska choreografka, której dokonania stanowiły część inspiracji dla wideoklipu

Po premierze wideoklipu pojawiły się wątpliwości, co do jego koncepcji. W wywiadzie dla Studio Brussel, belgijska choreografka Anne Teresa De Keersmaeker oskarżyła Knowles o kradzież motywów z dwóch układów jej autorstwa, pochodzących z Achterland (1994) i Rosas danst Rosas (1997). De Keersmaeker wydała wówczas oficjalne oświadczenie, w którym napisała: „To nieco niegrzeczne, […] Najgorsze, że [oni] nawet nie pofatygowali się, by ukryć te elementy”, dodając, że jest to „czysty plagiat”. Rzeczniczka Rosas, Johanne De Bie, dodała: „Zauważyliśmy tam więcej, niż kilka podobieństw... Sprawę skierowaliśmy do prawnika, by dowiedzieć się, jakie mamy prawa w tej sytuacji.” W odpowiedzi na komentarze De Keersmaeker, Knowles opublikowała następujące oświadczenie: „Oczywiście, balet Rosas danst Rosas był jednym z wielu odniesień w wideoklipie do ‘Countdown’. Stanowił część inspiracji wykorzystanych, by wprowadzić w życie charakter piosenki. […] W teledysku złożyłam ponadto hołd filmowi Zabawna buzia z legendarną Audrey Hepburn. [...] Moimi największymi inspiracjami były lata 60. i 70., Brigitte Bardot, Andy Warhol, Twiggy i Diana Ross. Zawsze fascynowało mnie to, w jaki sposób współczesna sztuka wykorzystuje odmienne elementy, by stworzyć coś unikalnego.” De Keersmaeker przyznała w jednym z wywiadów:

„Ludzie pytają mnie, czy czuję się wściekła albo też uhonorowana. Nic z tych rzeczy, jednak z pewnej strony cieszę się, że Rosas danst Rosas może teraz dosięgnąć masowych odbiorców, czyli popularności, której, mimo uznania w tanecznym świecie od czasów lat 80., nie był nigdy w stanie wypracować. [...] Podsumowując, ta sytuacja nie zdenerwowała mnie, tylko pchnęła do przemyśleń. Zastanawiałam się, dlaczego popkultura dopiero po 30 latach zauważyła taniec eksperymentalny? [...] Sytuacja ma się zupełnie inaczej w przypadku globalnej kultury masowej; czy to znaczy, że nie–mainstreamowa, eksperymentalna sztuka wymaga aż trzydziestoletniego recyklingu? I wreszcie, co to mówi o charakterze Rosas danst Rosas? W latach 80. był to manifest siły kobiet, oparty na ich postawie i seksualnej ekspresji. Pytano mnie wówczas, czy jestem feministką. Teraz, kiedy oglądam Beyoncé wykonującą te kroki taneczne, sprawia mi to radość, jednak nie widzę w tym żadnej głębi. […] Poza tymi wszystkimi zbieżnościami, istnieje jeszcze jedno zabawne podobieństwo. Dowiedziałam się, że [Beyoncé] tańczyła w tym wideoklipie będąc w czwartym miesiącu ciąży. W 1996 roku, kiedy powstawał film De Mey, ja również byłam w ciąży z moim drugim dzieckiem. A więc dziś pozostaje mi jedynie życzyć jej (Knowles) takiej samej radości, jaką przyniosła mi moja córka.”

W wywiadzie dla magazynu GQ reżyserka wideoklipu, Adria Petty, przyznała, że dokonania De Keersmaeker zainspirowały kilka scen wideoklipu. Podczas filmowania, Petty zapoznała się z jej twórczością i, wedle słów samej reżyserki, od początku chciała zawrzeć ją w „napisach”. Petty wytłumaczyła: „Oczywiście, że czuję się rozczarowana, iż ostatecznie [De Keersmaeker] nie została uwzględniona w podsumowaniu wpływów i inspiracji, z których korzystaliśmy. Tym bardziej, że naszą intencją od samego początku było, by ją tam umieścić. Myślę, że stało się odwrotnie, ponieważ zespół kończył produkcję wideoklipu tego samego dnia, w którym teledysk miał premierę. Mogli to zwyczajnie przeoczyć.” Pod koniec wywiadu Petty dodała jednak, że „choreografie Keersmaeker miały niewielki wpływ na finałowy efekt klipu”.

## Wykonania na żywo

Knowles podczas jednego z koncertów w ramach rewii 4 Intimate Nights with Beyoncé

Beyoncé zaśpiewała „Countdown” po raz pierwszy 14 sierpnia 2011 roku w nowojorskiej Roseland Ballroom, podczas koncertu w ramach jej rewii 4 Intimate Nights with Beyoncé. Erika Ramirez z magazynu Billboard podsumowała, że w trakcie wykonywania „Countdown” „fani kreowali indywidualne sekwencje taneczne w każdym zakątku sali”. Mike Wass z witryny Idolator uznał natomiast, że „brzmiące cudownie na żywo ‘Countdown’ i ‘End of Time’ zebrały największy aplauz całego show”.
W lipcu 2011 roku Knowles pojawiła się w programie Late Night with Jimmy Fallon, gdzie zaśpiewała „Countdown”; odcinek ten został wyemitowany na antenie NBC 11 listopada. Na scenie towarzyszył jej wówczas zespół The Roots. Podczas specjału telewizyjnego A Night with Beyoncé, który 4 grudnia 2011 roku nadała brytyjska stacja ITV, Knowles wykonała „Countdown” dla wybranej grupy fanów.

## Personel
Osoby odpowiedzialne za produkcję „Countdown”, uwzględnione w książeczce albumowej 4.
| - Beyoncé Knowles – wokal, tekst, produkcja - Alex Asher – puzon - Michael Bivins – tekst - Ester Dean – tekst - Julie Frost – tekst - Cole-Kamen Green – trąbka - Serban Ghenea – miks - John Hanes – inżynieria dźwięku - Ryan Kelly – inżynieria dźwięku - Lamb – tekst, produkcja | - Nathan Morris – tekst - Wanya Morris – tekst - Terius „The-Dream” Nash – tekst - Phil Seaford – inżynieria dźwięku, miks - Drew Sayers – saksofon - Shea Taylor – produkcja - Nick Videen – saksofon tenorowy - Pete Wolford – inżynieria dźwięku - Josiah Woodson – trąbka - Jordan „DJ Swivel” Young – nagrywanie |

## Pozycje na listach
| Lista (2011)                         | Najwyższa pozycja |
| ------------------------------------ | ----------------- |
| Austrian Singles Chart               | 65                |
| Belgian Tip Chart (Flandria)         | 14                |
| Brazilian Hot 100 Airplay            | 33                |
| Canadian Hot 100                     | 62                |
| Deutsche Black Charts                | 1                 |
| Dutch Tip Chart                      | 12                |
| Japan Hot 100                        | 87                |
| Irish Singles Chart                  | 45                |
| South Korea Gaon International Chart | 40                |
| UK R&B Chart                         | 9                 |
| UK Singles Chart                     | 35                |
| U.S. Billboard Hot 100               | 71                |
| U.S. Hot Dance Club Songs            | 1                 |
| U.S. Hot R&B/Hip-Hop Songs           | 12                |
| U.S. Pop Songs                       | 36                |

## Daty wydania
| Państwo           | Data                 | Format           |
| ----------------- | -------------------- | ---------------- |
| Stany Zjednoczone | 4 października 2011  | radio            |
| Belgia            | 21 października 2011 | digital download |
| Niemcy            | 25 listopada 2011    | digital download |
| Szwajcaria        | 25 listopada 2011    | digital download |
| Austria           | 25 listopada 2011    | digital download |